# Премия «Грэмми» за лучшее вокальное поп-исполнение дуэтом или группой
«Грэмми» в номинации «Лучшее вокальное поп-исполнение дуэтом или группой» присуждалась в период между 1966 и 2011 годами. Награда вручалась музыкантам за проделанную ими работу (композицию или альбом), содержащую качественное вокальное исполнение в жанре поп-музыки. Ежегодно Национальная академия искусства и науки звукозаписи США выбирала несколько претендентов за «художественные достижения, техническое мастерство и значительный вклад в развитие звукозаписи без учёта продаж альбома (сингла) и его позиции в чартах».
Впервые, в этой категории, награда присуждалась на 8-й церемонии премии «Грэмми». Победу одержала группа The Statler Brothers с песней «Flowers on the Wall».
Следующие исполнители побеждали в этой категории по два раза: The 5th Dimension, The Carpenters, The Black Eyed Peas, Maroon 5, No Doubt, The Bee Gees, Пибо Брайсон, Линда Ронстадт, Аарон Невилл и Дженнифер Уорнс. За время существование категории, чаще всего побеждали представители США — 39 раз, также призёрами были музыканты из: Британии — 9 раз, по одному разу из Ирландии, Канады и Мексики. Лидером по количеству номинаций является британская группа The Beatles — всего 7 раз.
В 2012 году номинация была упразднена в связи с тотальной реструктуризацией категорий «Грэмми», она была перенесена в новую, единую категорию — «Лучшее исполнение поп-композиции дуэтом или группой». Таким образом, песня «Hey, Soul Sister» группы Train — стала последним победителем этой категории.
Номинантами были произведения, изданные в предыдущий календарный год, относительно текущей церемонии «Грэмми».

## Список лауреатов
| \| Год[I] \| Победитель \| Страна \| Музыкальное произведение \| Номинанты[II] \| Ссылка \| \| ----------------------- \| ---------------------------------------------------- \| -------------------- \| ----------------------------------------------------------------- \| ------------------------------------------------------------------------------------ \| ------ \| \| 1966 15 марта 1966 \| The Statler Brothers \| США \| «Flowers on the Wall[англ.]» \| - Sam the Sham & the Pharaohs — «Wooly Bully[англ.]» \| [4] \| \| 1967 2 марта 1967 \| The Mamas & the Papas \| США \| «Monday, Monday[англ.]» \| - The Monkees — «Last Train To Clarksville[англ.]» \| [5] \| \| 1968 29 февраля 1968 \| The 5th Dimension \| США \| «Up, Up and Away» \| - The Association — «Windy[англ.]» \| [6] \| \| 1969 12 марта 1969 \| Simon & Garfunkel \| США \| «Mrs. Robinson» \| - Gary Puckett & The Union Gap — «Woman, Woman[англ.]» \| [7] \| \| 1970 11 марта 1970 \| The 5th Dimension \| США \| «Aquarius/Let the Sunshine In» \| - The Neon Philharmonic[англ.] — «Morning Girl[англ.]» \| [8] \| \| 1971 16 марта 1971 года \| The Carpenters \| США \| «Close To You» \| - The Beatles — «Let It Be» \| [9] \| \| 1972 15 марта 1972 \| The Carpenters \| США \| The Carpenters[англ.] \| - Jesus Christ Superstar — London cast \| [10] \| \| 1973 3 марта 1973 \| Роберта Флэк и Донни Хатауэй \| США \| «Where Is the Love[англ.]» \| - Seals and Croft[англ.] — «Summer Breeze[англ.]» \| [11] \| \| 1974 2 марта 1974 \| Gladys Knight & the Pips \| США \| «Neither One of Us (Wants to Be the First to Say Goodbye)[англ.]» \| - Tony Orlando and Dawn — «Tie a Yellow Ribbon Round the Ole Oak Tree» \| [12] \| \| 1975 1 марта 1975 \| Пол Маккартни и Wings \| Великобритания \| «Band on the Run» \| - The Stylistics — «You Make Me Feel Brand New[англ.]» \| [13] \| \| 1976 28 февраля 1976 \| The Eagles \| США \| «Lyin' Eyes[англ.]» \| - Gladys Knight & the Pips — «Way We Were/Try to Remember[англ.]» \| [14] \| \| 1977 19 февраля 1977 \| Chicago \| США \| «If You Leave Me Now[англ.]» \| - England Dan & John Ford Coley[англ.] — «I'd Really Love To See You Tonight[англ.]» \| [15] \| \| 1978 23 февраля 1978 \| The Bee Gees \| США \| «How Deep Is Your Love» \| - Fleetwood Mac — Rumours \| [16] \| \| 1979 15 февраля 1979 \| The Bee Gees \| США \| Saturday Night Fever \| - Steely Dan — «FM (No Static at All)[англ.]» \| [17] \| \| 1980 27 февраля 1980 \| The Doobie Brothers \| США \| «Minute by Minute[англ.]» \| - Барбра Стрейзанд и Нил Даймонд — «You Don’t Bring Me Flowers» \| [18] \| \| 1981 25 февраля 1981 \| Барбра Стрейзанд и Барри Гибб \| США · Великобритания \| «Guilty» \| - The Pointer Sisters — «He's So Shy[англ.]» \| [19] \| \| 1982 24 февраля 1982 \| The Manhattan Transfer \| США \| «The Boy from New York City[англ.]» \| - The Pointer Sisters — «Slow Hand[англ.]» \| [20] \| \| 1983 23 февраля 1983 \| Джо Кокер и Дженнифер Уорнс \| Великобритания · США \| «Up Where We Belong» \| - Toto — «Rosanna» \| [21] \| \| 1984 28 февраля 1984 \| The Police \| Великобритания \| «Every Breath You Take» \| - Майкл Джексон и Пол Маккартни — «The Girl Is Mine» \| [22] \| \| 1985 26 февраля 1985 \| The Pointer Sisters \| США \| «Jump (for My Love)[англ.]» \| - Wham! — «Wake Me Up Before You Go-Go» \| [23] \| \| 1986 25 февраля 1986 \| Куинси Джонс (продюсер) и USA for Africa \| США · Великобритания \| «We Are the World» \| - Huey Lewis and the News — «The Power of Love» \| [24] \| \| 1987 24 февраля 1987 \| Дайон Уорвик, Элтон Джон, Глэдис Найт и Стиви Уандер \| США · Великобритания \| «That's What Friends Are For[англ.]» \| - Питер Кетера и Эми Грант — «The Next Time I Fall[англ.]» \| [25] \| \| 1988 2 марта 1988 \| Билл Медли и Дженнифер Уорнс \| США \| «(I've Had) The Time of My Life» \| - Линда Ронстадт и Джеймс Ингрэм — «Somewhere Out There[англ.]» \| [26] \| \| 1989 22 февраля 1989 \| The Manhattan Transfer \| США \| Brasil[англ.] \| - Escape Club[англ.] — «Wild, Wild West[англ.]» \| [27] \| \| 1990 21 февраля 1990 \| Линда Ронстадт и Аарон Невилл \| США \| «Don't Know Much[англ.]» \| - Simply Red — «If You Don't Know Me By Now[англ.]» \| [28] \| \| 1991 20 февраля 1991 \| Линда Ронстадт и Аарон Невилл \| США \| «All My Life[англ.]» \| - The Righteous Brothers — «Unchained Melody» \| [29] \| \| 1992 25 февраля 1992 \| R.E.M. \| США \| «Losing My Religion» \| - Wilson Phillips — «You’re in Love» \| [30] \| \| 1993 24 февраля 1993 \| Селин Дион и Пибо Брайсон \| Канада · США \| «Beauty and the Beast» \| - Патти Смит и Дон Хенли — «Sometimes Love Just Ain't Enough[англ.]» \| [31] \| \| 1994 1 марта 1994 \| Пибо Брайсон и Реджина Белл[англ.] \| США \| «A Whole New World» \| - Ванесса Уильямс и Брайан Макнайт — «Love Is» \| [32] \| \| 1995 1 марта 1995 \| All-4-One \| США \| «I Swear» \| - The Pretenders — «I'll Stand By You» \| [33] \| \| 1996 28 февраля 1996 \| Hootie & the Blowfish \| США \| «Let Her Cry[англ.]» \| - TLC — «Waterfalls» \| [34] \| \| 1997 26 февраля 1997 \| The Beatles \| Великобритания \| «Free as a Bird» \| - Take 6 — «When You Wish upon a Star» \| [35] \| \| 1998 25 февраля 1998 \| Jamiroquai \| Великобритания \| «Virtual Insanity» \| - The Rolling Stones — «Anybody Seen My Baby?» \| [36] \| \| 1999 24 февраля 1999 \| Brian Setzer Orchestra[англ.] \| США \| «Jump Jive an' Wail[англ.]» \| - Dave Matthews Band — «Crush[англ.]» \| [37] \| \| 2000 23 февраля 2000 \| Santana \| Мексика \| «Maria Maria[англ.]» \| - TLC — «Unpretty» \| [38] \| \| 2001 21 февраля 2001 \| Steely Dan \| США \| «Cousin Dupree» \| - ’N Sync — «Bye Bye Bye» \| [39] \| \| 2002 27 февраля 2002 \| U2 \| Ирландия \| «Stuck in a Moment You Can't Get Out Of» \| - R.E.M. — «Imitation of Life» \| [40] \| \| 2003 23 февраля 2003 \| No Doubt \| США \| «Hey Baby» \| - ’N Sync — «Girlfriend[англ.]» \| [41] \| \| 2004 8 февраля 2004 \| No Doubt \| США \| «Underneath It All» \| - Matchbox 20 — «Unwell[англ.]» \| [42] \| \| 2005 13 февраля 2005 \| Los Lonely Boys[англ.] \| США \| «Heaven[англ.]» \| - No Doubt — «It’s My Life» \| [43] \| \| 2006 8 февраля 2006 \| Maroon 5 \| США \| «This Love» (Live) \| - White Stripes — «My Doorbell[англ.]» \| [44] \| \| 2007 11 февраля 2007 \| The Black Eyed Peas \| США \| «My Humps» \| - Keane — «Is It Any Wonder?» - The Pussycat Dolls — «Stickwitu[англ.]» \| [45] \| \| 2008 10 февраля 2008 \| Maroon 5 \| США \| «Makes Me Wonder» \| - U2 — «Window In The Skies[англ.]» \| [46] \| \| 2009 8 февраля 2009 \| Coldplay \| Великобритания \| «Viva la Vida» \| - OneRepublic — «Apologize» \| [47] \| \| 2010 31 января 2010 \| The Black Eyed Peas \| США \| «I Gotta Feeling?!» \| - MGMT — «Kids[англ.]» \| [48] \| \| 2011 13 февраля 2011 \| Train \| США \| «Hey, Soul Sister» (Live) \| - Sade — «Babyfather[англ.]» \| [49] \| |                                                      |                      |                                                            |                                                                        |        |
| Год[I] | Победитель                                           | Страна               | Музыкальное произведение                                   | Номинанты[II]                                                          | Ссылка |
| 1966 15 марта 1966 | The Statler Brothers                                 | США                  | «Flowers on the Wall»                                      | - Sam the Sham & the Pharaohs — «Wooly Bully»                          | [ 4 ]  |
| 1967 2 марта 1967 | The Mamas & the Papas                                | США                  | «Monday, Monday»                                           | - The Monkees — «Last Train To Clarksville»                            | [ 5 ]  |
| 1968 29 февраля 1968 | The 5th Dimension                                    | США                  | «Up, Up and Away»                                          | - The Association — «Windy»                                            | [ 6 ]  |
| 1969 12 марта 1969 | Simon & Garfunkel                                    | США                  | «Mrs. Robinson»                                            | - Gary Puckett & The Union Gap — «Woman, Woman»                        | [ 7 ]  |
| 1970 11 марта 1970 | The 5th Dimension                                    | США                  | «Aquarius/Let the Sunshine In»                             | - The Neon Philharmonic — «Morning Girl»                               | [ 8 ]  |
| 1971 16 марта 1971 года | The Carpenters                                       | США                  | «Close To You»                                             | - The Beatles — «Let It Be»                                            | [ 9 ]  |
| 1972 15 марта 1972 | The Carpenters                                       | США                  | The Carpenters                                             | - Jesus Christ Superstar — London cast                                 | [ 10 ] |
| 1973 3 марта 1973 | Роберта Флэк и Донни Хатауэй                         | США                  | «Where Is the Love»                                        | - Seals and Croft — «Summer Breeze»                                    | [ 11 ] |
| 1974 2 марта 1974 | Gladys Knight & the Pips                             | США                  | «Neither One of Us (Wants to Be the First to Say Goodbye)» | - Tony Orlando and Dawn — «Tie a Yellow Ribbon Round the Ole Oak Tree» | [ 12 ] |
| 1975 1 марта 1975 | Пол Маккартни и Wings                                | Великобритания       | «Band on the Run»                                          | - The Stylistics — «You Make Me Feel Brand New»                        | [ 13 ] |
| 1976 28 февраля 1976 | The Eagles                                           | США                  | «Lyin' Eyes»                                               | - Gladys Knight & the Pips — «Way We Were/Try to Remember»             | [ 14 ] |
| 1977 19 февраля 1977 | Chicago                                              | США                  | «If You Leave Me Now»                                      | - England Dan & John Ford Coley — «I'd Really Love To See You Tonight» | [ 15 ] |
| 1978 23 февраля 1978 | The Bee Gees                                         | США                  | «How Deep Is Your Love»                                    | - Fleetwood Mac — Rumours                                              | [ 16 ] |
| 1979 15 февраля 1979 | The Bee Gees                                         | США                  | Saturday Night Fever                                       | - Steely Dan — «FM (No Static at All)»                                 | [ 17 ] |
| 1980 27 февраля 1980 | The Doobie Brothers                                  | США                  | «Minute by Minute»                                         | - Барбра Стрейзанд и Нил Даймонд — «You Don’t Bring Me Flowers»        | [ 18 ] |
| 1981 25 февраля 1981 | Барбра Стрейзанд и Барри Гибб                        | США · Великобритания | «Guilty»                                                   | - The Pointer Sisters — «He's So Shy»                                  | [ 19 ] |
| 1982 24 февраля 1982 | The Manhattan Transfer                               | США                  | «The Boy from New York City»                               | - The Pointer Sisters — «Slow Hand»                                    | [ 20 ] |
| 1983 23 февраля 1983 | Джо Кокер и Дженнифер Уорнс                          | Великобритания · США | «Up Where We Belong»                                       | - Toto — «Rosanna»                                                     | [ 21 ] |
| 1984 28 февраля 1984 | The Police                                           | Великобритания       | «Every Breath You Take»                                    | - Майкл Джексон и Пол Маккартни — «The Girl Is Mine»                   | [ 22 ] |
| 1985 26 февраля 1985 | The Pointer Sisters                                  | США                  | «Jump (for My Love)»                                       | - Wham! — «Wake Me Up Before You Go-Go»                                | [ 23 ] |
| 1986 25 февраля 1986 | Куинси Джонс (продюсер) и USA for Africa             | США · Великобритания | «We Are the World»                                         | - Huey Lewis and the News — «The Power of Love»                        | [ 24 ] |
| 1987 24 февраля 1987 | Дайон Уорвик, Элтон Джон, Глэдис Найт и Стиви Уандер | США · Великобритания | «That's What Friends Are For»                              | - Питер Кетера и Эми Грант — «The Next Time I Fall»                    | [ 25 ] |
| 1988 2 марта 1988 | Билл Медли и Дженнифер Уорнс                         | США                  | «(I've Had) The Time of My Life»                           | - Линда Ронстадт и Джеймс Ингрэм — «Somewhere Out There»               | [ 26 ] |
| 1989 22 февраля 1989 | The Manhattan Transfer                               | США                  | Brasil                                                     | - Escape Club — «Wild, Wild West»                                      | [ 27 ] |
| 1990 21 февраля 1990 | Линда Ронстадт и Аарон Невилл                        | США                  | «Don't Know Much»                                          | - Simply Red — «If You Don't Know Me By Now»                           | [ 28 ] |
| 1991 20 февраля 1991 | Линда Ронстадт и Аарон Невилл                        | США                  | «All My Life»                                              | - The Righteous Brothers — «Unchained Melody»                          | [ 29 ] |
| 1992 25 февраля 1992 | R.E.M.                                               | США                  | «Losing My Religion»                                       | - Wilson Phillips — «You’re in Love»                                   | [ 30 ] |
| 1993 24 февраля 1993 | Селин Дион и Пибо Брайсон                            | Канада · США         | «Beauty and the Beast»                                     | - Патти Смит и Дон Хенли — «Sometimes Love Just Ain't Enough»          | [ 31 ] |
| 1994 1 марта 1994 | Пибо Брайсон и Реджина Белл                          | США                  | «A Whole New World»                                        | - Ванесса Уильямс и Брайан Макнайт — «Love Is»                         | [ 32 ] |
| 1995 1 марта 1995 | All-4-One                                            | США                  | «I Swear»                                                  | - The Pretenders — «I'll Stand By You»                                 | [ 33 ] |
| 1996 28 февраля 1996 | Hootie & the Blowfish                                | США                  | «Let Her Cry»                                              | - TLC — «Waterfalls»                                                   | [ 34 ] |
| 1997 26 февраля 1997 | The Beatles                                          | Великобритания       | «Free as a Bird»                                           | - Take 6 — «When You Wish upon a Star»                                 | [ 35 ] |
| 1998 25 февраля 1998 | Jamiroquai                                           | Великобритания       | «Virtual Insanity»                                         | - The Rolling Stones — «Anybody Seen My Baby?»                         | [ 36 ] |
| 1999 24 февраля 1999 | Brian Setzer Orchestra                               | США                  | «Jump Jive an' Wail»                                       | - Dave Matthews Band — «Crush»                                         | [ 37 ] |
| 2000 23 февраля 2000 | Santana                                              | Мексика              | «Maria Maria»                                              | - TLC — «Unpretty»                                                     | [ 38 ] |
| 2001 21 февраля 2001 | Steely Dan                                           | США                  | «Cousin Dupree»                                            | - ’N Sync — «Bye Bye Bye»                                              | [ 39 ] |
| 2002 27 февраля 2002 | U2                                                   | Ирландия             | «Stuck in a Moment You Can't Get Out Of»                   | - R.E.M. — «Imitation of Life»                                         | [ 40 ] |
| 2003 23 февраля 2003 | No Doubt                                             | США                  | «Hey Baby»                                                 | - ’N Sync — «Girlfriend»                                               | [ 41 ] |
| 2004 8 февраля 2004 | No Doubt                                             | США                  | «Underneath It All»                                        | - Matchbox 20 — «Unwell»                                               | [ 42 ] |
| 2005 13 февраля 2005 | Los Lonely Boys                                      | США                  | «Heaven»                                                   | - No Doubt — «It’s My Life»                                            | [ 43 ] |
| 2006 8 февраля 2006 | Maroon 5                                             | США                  | «This Love» (Live)                                         | - White Stripes — «My Doorbell»                                        | [ 44 ] |
| 2007 11 февраля 2007 | The Black Eyed Peas                                  | США                  | «My Humps»                                                 | - Keane — «Is It Any Wonder?» - The Pussycat Dolls — «Stickwitu»       | [ 45 ] |
| 2008 10 февраля 2008 | Maroon 5                                             | США                  | «Makes Me Wonder»                                          | - U2 — «Window In The Skies»                                           | [ 46 ] |
| 2009 8 февраля 2009 | Coldplay                                             | Великобритания       | «Viva la Vida»                                             | - OneRepublic — «Apologize»                                            | [ 47 ] |
| 2010 31 января 2010 | The Black Eyed Peas                                  | США                  | «I Gotta Feeling»                                          | - MGMT — «Kids»                                                        | [ 48 ] |
| 2011 13 февраля 2011 | Train                                                | США                  | «Hey, Soul Sister» (Live)                                  | - Sade — «Babyfather»                                                  | [ 49 ] |

- ↑  Ссылка на церемонию «Грэмми», прошедшую в этом году.
- ↑  Кавычками обозначены — песни (синглы), курсивом — альбомы.

## Статистика
- Больше всего побед

| Место       | Первое |
| ----------- | --- |
| Исполнитель | The 5th Dimension The Carpenters The Black Eyed Peas Maroon 5 No Doubt The Bee Gees Пибо Брайсон Линда Ронстадт Аарон Невилл Дженнифер Уорнс |
| Всего побед | 2 |

- Больше всего номинаций

| Место           | Первое      | Второе                         | Третье            | Четвёртое | Пятое |
| --------------- | ----------- | ------------------------------ | ----------------- | --- | --- |
| Исполнитель     | The Beatles | The Eagles Steely Dan Maroon 5 | Bon Jovi No Doubt | The Carpenters The Black Eyed Peas Hall & Oates ’N Sync R.E.M. Backstreet Boys Барбра Стрейзанд Элтон Джон Линда Ронстадт Глэдис Найт | The Fray U2 Los Lonely Boys Dave Matthews Band Barenaked Ladies The Bee Gees TLC Fleetwood Mac All-4-One Пибо Брайсон Селин Дион The B-52's Heart Аарон Невилл Beach Boys Джеймс Ингрэм Стиви Уандер Дайон Уорвик Simply Red Train Дженнифер Уорнс |
| Всего номинаций | 7           | 5                              | 4                 | 3 | 2 |

## Изменения в названии
За время существования, номинация претерпела несколько незначительных изменений в название:
- С 1966 по 1967 года, награда была известна, как (Best Contemporary (R&R) Performance — Group (Vocal or Instrumental)) (рус. Лучшее современное (РнР) исполнение — Группой (вокальное или инструментальное))
- В 1968 году она вручалась под названием — (Best Contemporary Group Performance (Vocal or Instrumental)) (рус. Лучшее современное исполнение группой (вокальное или инструментальное))
- В 1969 году она называлась — (Best Contemporary-Pop Performance — Vocal Duo or Group) (рус. Лучшее современное поп-исполнение — вокального дуэтом или группой)
- В 1970 году она вручалась под названием — (Best Contemporary Vocal Performance by a Group) (рус. Лучшее современное вокальное исполнение группой)
- В 1971 году она называлась — (Best Contemporary Vocal Performance by a Duo, Group or Chorus) (рус. Лучшее современное вокальное исполнение дуэта, группы или хора)
- В 1972 году она вручалась под названием — (Best Pop Vocal Performance by a Duo Or Group) (рус. Лучшее вокальное поп-исполнение дуэтом или группой)
- С 1973 по 1977 годы она называлась— (Best Pop Vocal Performance by a Duo, Group or Chorus) (рус. Лучшее вокальное поп-исполнение дуэта, группы или хора)
- В 1978 году она вручалась под названием — (Best Pop Vocal Performance by a Group) (рус. Лучший вокальное поп-исполнение группой)
- В 1979 году она вновь она называлась — (Best Pop Vocal Performance by a Duo or Group) (рус. Лучшее вокальное поп-исполнение дуэтом или группой)
- В 1980 году она вновь вручалась под названием — (Best Pop Vocal Performance by a Duo, Group or Chorus) (рус. Лучшее вокальное поп-исполнение дуэта, группы или хора)
- С 1981 по 2011 годы категория называлась — (Best Pop Performance by a Duo or Group With Vocals) (рус. Лучшее вокальное поп-исполнение дуэтом или группой)